# Trigonella siunica
Trigonella siunica är en ärtväxtart som beskrevs av I.T. Vassilczenko. Trigonella siunica ingår i släktet trigonellor, och familjen ärtväxter. Inga underarter finns listade i Catalogue of Life.